# Senet de pobre
El senet de pobre o estel (Globularia vulgaris) és una espècie de planta amb flors del gènere Globularia dins la família de les plantaginàcies (Plantaginaceae).
Addicionalment pot rebre els noms de barbes de vell, botó, botó blau, botons, botons de Nostre Senyor, escorciana, estels, herba de la motxilla, herba de les set sagnies, herba de motxilla, herba del sarró, herba del Terrig, lluquetó i salseta de pastor. També s'han recollit les variants lingüístiques galipo i morenilla.
En medicina popular era emprada com a purgant i diürètic, i contra la incontinència de l'orina. El senet de les farmàcies emprat com a purgant són diverses plantes del gènere Cassia.
Les tiges floríferes blaves són cilíndriques. És una planta herbàcia de rabassa més o menys llenyosa, les fulles sovint tenen el limbe més curt que el pecíol. Fa de 10 a 40 cm d'alçada i floreix d'abril a juny.
És una espècie autòctona als Països Catalans. En pasturatges i terrenys rocosos calcaris de la muntanya mitjana humida a les contrades mediterrànies marítimes no gaire àrides de 100 a 1.950 m. d'altitud.